# Xã Aitkin, Quận Aitkin, Minnesota
Xã Aitkin (tiếng Anh: Aitkin Township) là một xã thuộc quận Aitkin, tiểu bang Minnesota, Hoa Kỳ. Năm 2010, dân số của xã này là 856 người.